# 辛特尔
《辛特尔》（又名《寻龙记》）是一部由Blender基金會创作的開放版權、創作共用的動畫電影，代号Durian。片長15分鐘，讲述了一个吉普赛女孩寻找自己的宠物飞龙的故事。 该电影全部使用開放源碼軟件製作（如 Blender、Linux），製作技術、流程和素材徹底公開。
这部电影由Blender基金会董事长汤·罗森达尔和皮克斯动画工作室的艺术家科林·利维执导。“辛特尔”这个名字来源于荷兰语中的sintel，意思是“灰渣”或“余烬”，这一点在汤·罗森达尔德的博客评论中被证实：
"Sintel" 是一块烧红的煤块或铁块，它燃烧着，闪耀着光芒，然后化为灰烬……

## 情节
在影片的开头，一位名叫辛特尔的女孩正在寻找一个被她叫做斯盖尔斯的小龙。随后影片插叙了辛特尔发现翅膀受伤的小龙斯盖尔斯并照顾它，从而逐渐建立了深厚的关系。然而，当斯盖尔斯的翅膀完全恢复，能够自由飞翔时，却被一只成年巨龙所抓走。辛特尔从此走上了寻找斯盖尔斯的坎坷道路，与野兽和武士们战斗不断。最终，她来到一个山洞，里面有一只巨龙——旁边还有一只十分熟悉的小龙。巨龙发现了辛特尔并向她发动攻击，却在要杀死她的一瞬间犹豫了。辛特尔趁着这个机会给了巨龙致命一击，然而却在其翼上发现了一道熟悉的伤痕，这才意识到这只临死的巨龙竟是已成年的斯盖尔斯。再看看自己，亦已白发苍苍，原来时光已在寻龙之路上飞逝。辛特尔悲伤欲绝地离开洞穴，却不知，斯盖尔斯的孩子——那只幼龙——正步履蹒跚地跟随着她。

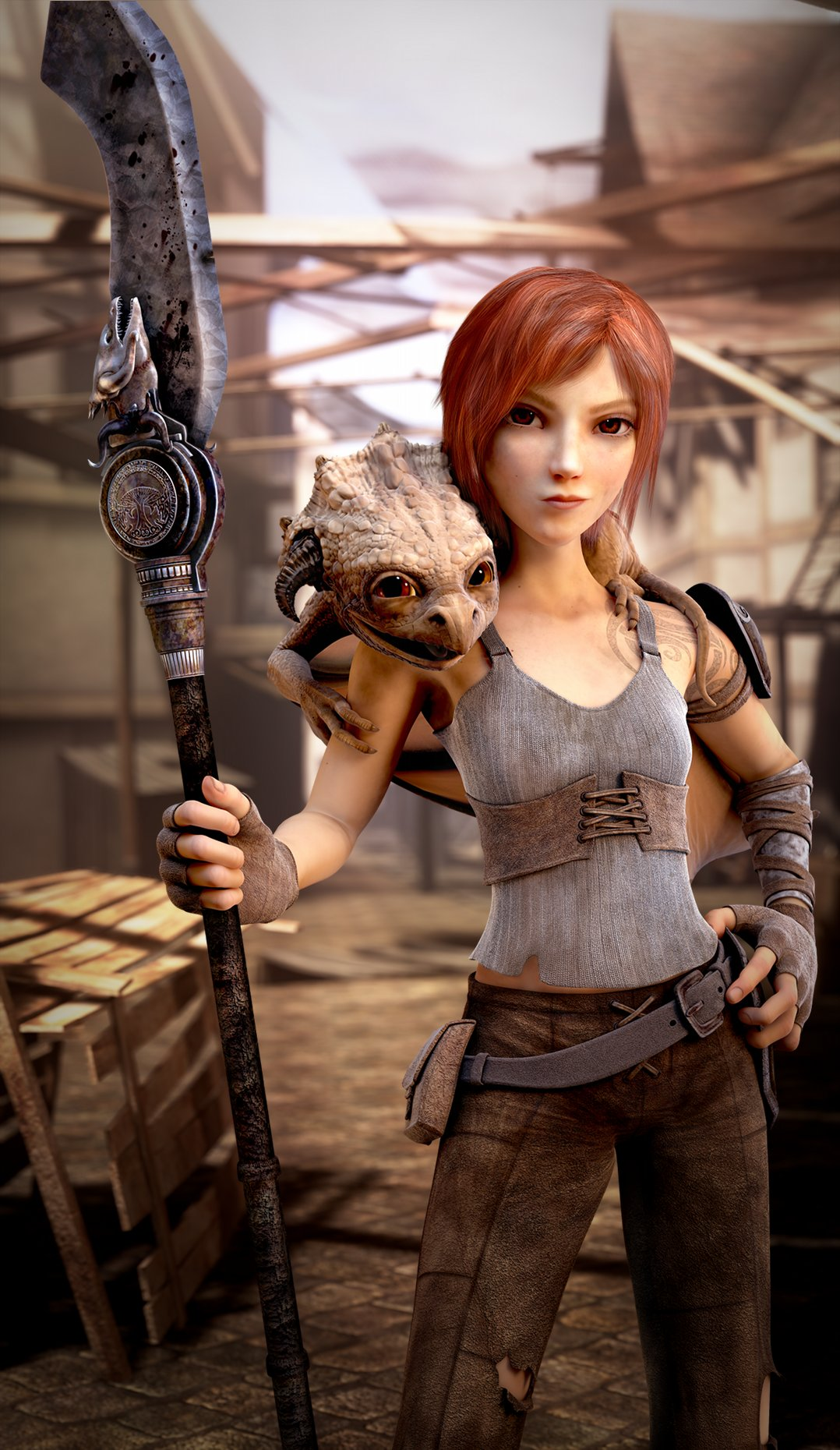
辛特尔与小龙斯盖尔斯

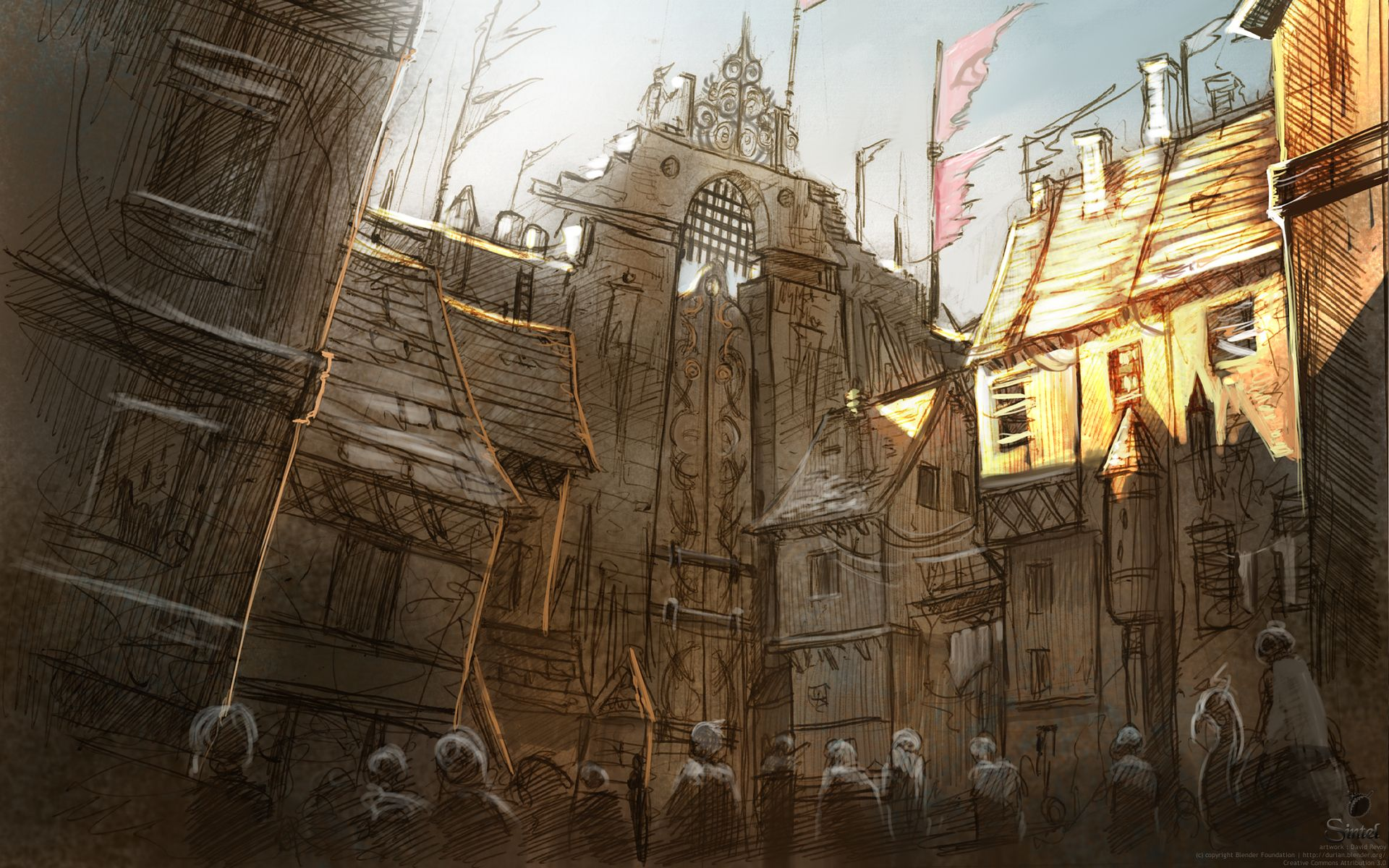
场景设定

## 技术信息
继《大象之梦》，《大雄兔》和《鼯鼠弗兰基》之后，这部短片是由Blender基金会创建的第四个项目。《辛特尔》由Blender协会创建，这是Blender基金会的一个部门，专门制作开源的电影和游戏。
这部影片由Blender基金会资助，资金主要来自Blender社区，电影DVD的预售和商业赞助。最终的影片成品及制作素材，包括动画数据，文字和纹理均在知识共享协议（Creative Commons）署名许可下发布。任何人都可以自由下載，而Youtube上也提供在線觀看。

### Blender軟件優化
与Blender以前的开源电影项目一样，Blender的开发团队不懈地按照电影制作团队的需求来改进软件。这些改进包括用户界面，粒子系统，造型，着色，渲染管线，约束以及烟雾模拟。在Blender软件从2.54 beta版到2.50 alpha的更新中，这些改进被公开发布。

### 渲染電腦集群
渲染辛特尔電影所使用的計算機集群只是常見的x86-64伺服器，運行Linux系統。 

### 超高清版本
2011年2月下旬，《辛特尔》的4096×2160像素（4K）版本于网络上发布。这个视频文件比普通视频大得多，接近160GB。在2月25日，16bits版本亦可以下载，但这个版本则高达650GB。导演汤·罗森达尔认为，之前推出的《大雄兔》已成为全球范围内视频设备的参照。现在电影行业向4K版本迈进，而电影保护主义依然盛行。因此在4K方面的开源研究对知识共享协议的使用者来讲意义重大。

## 时间表
- 2009年5月：《辛特尔》電影製作開始制作。[13]，
- 2010年9月27日：该电影正式在荷蘭電影節發佈。[14]
- 2010年9月30日：该电影在网络上发布。[15]

## 外部連結
（英文）
- 《辛特尔》官方網站 （页面存档备份，存于）
- YouTube上的Sintel電影
- 荷兰电影节上的《辛特尔》
- 互联网电影数据库（IMDb）上《辛特尔》的资料（英文）
- 豆瓣电影上《辛特尔》的資料 （简体中文）